# 蒽二聚体
蒽二聚体或二蒽是一种有机化合物，化学式为C28H20。它由蒽在紫外线照射下产生：
9,10'-二溴(蒽二聚体)在丙酮中被锌或在四氢呋喃中被氢化铝锂还原，也能得到蒽二聚体。它和[CpRu(CH3CN)3]BF4在二氯甲烷中加热反应，可以得到[CpRu(C28H20)RuCp](BF4)2（anti-∶syn-＝3∶2，Cp=环戊二烯）。